# Fiesole
Fiesole (/ˈfjɛ.zo.le/) est une commune italienne située dans la ville métropolitaine de Florence, en Toscane. En octobre 2019, on y compte 14 044 habitants.
Depuis le XIVe siècle elle est un lieu de promenade ou de séjour pour les habitants de Florence, du fait de sa proximité géographique et de son climat plus doux.  
Les universités américaines Harvard et de Georgetown y entretiennent des centres d'études de la Renaissance, respectivement à la villa I Tatti et à la villa Le Balze (it).
La commune est généralement comptée parmi les zones de villégiatures les plus prisées par l'élite italienne et spécialement par celle de Florence. Fiesole était pendant des décennies la plus riche municipalité de toute la Toscane, détrônée depuis 2017 par Lajatico.

## Géographie
La ville se situe à une altitude d'environ 300 mètres sur une double colline surplombant les vallées de l'Arno et de Mugnone, et son centre se trouve à environ 5 km au nord-est du centre de Florence.

## Histoire
Fiesole fut fondée par les Étrusques et nommée Visulis (ou Visul), Vupsul ou Vis, nom rattachable à la racine spura, « ville » ou « communauté » : il reste de cette époque les vestiges du mur d'enceinte étrusque, ainsi que les ruines d'un temple étrusco-romain dans la zone archéologique de la ville. Les Romains qui occupent la région après les Étrusques donnent à la ville le nom latin de Faesulae. 
En 225 av. J.-C. eut lieu la bataille de Fiesole entre une armée gauloise et une armée romaine. 
En 90 av. J.-C., la ville se rebella lors de la Guerre sociale, puis fut prise par Lucius Porcius Cato. Elle devint une colonie pour les anciens combattants de Sylla et fut nommée Faesulae.
Après qu'en 59 av. J.-C. Florentia fut fondée par les Romains cinq kilomètres plus loin dans la plaine de l'Arno, Fiesole perdit de son importance tout en conservant une certaine prospérité.
Le 22 août 406 elle fut le théâtre d'une bataille entre les forces de Stilicon et celles du Goth Radagaise.
À partir de 492 et la domination lombarde, elle amorça un réel déclin coïncidant avec la montée en puissance de Florence, dont elle devint un des satellites. En 1325 les Florentins restaurèrent ses murailles; en 1399 y fut fondé un monastère franciscain.
Lors de l'occupation napoléonienne, Fiesole subit des spoliations napoléoniennes (vols organisés d'œuvres d'art), dont celui du tableau Le Couronnement de la Vierge, toujours visible au musée du Louvre.
Lors de la Seconde Guerre mondiale, à la fin août 1944, les troupes allemandes abandonnèrent la ville, et une brigata partigiana (it) (« brigade de partisans ») y entra le 1er septembre. Cependant, avant leur départ les soldats du Reich minèrent la ville et ses environs, ce qui occasionna des dommages à de nombreux bâtiments, et une insécurité pendant plusieurs mois[réf. nécessaire].

## Culture
La villa médicéenne villa I Tatti, aménagée à partir de 1905 par Bernard Berenson et Mary Berenson, elle est propriété du Centre de l'histoire de la Renaissance de l'université Harvard

## Administration
| Période                      | Période  | Identité    | Étiquette     | Qualité |
| ---------------------------- | -------- | ----------- | ------------- | ------- |
| 25 mai 2014 (réélue en 2019) | En cours | Anna Ravoni | Liste civique | Maire   |

### Hameaux
Pian di San Bartolo, Pian' di Mugnone, Caldine.

### Communes limitrophes
Bagno a Ripoli, Borgo San Lorenzo, Florence, Pontassieve, Sesto Fiorentino, Vaglia.

## Culture

### Personnalités liées à Fiesole
- Brigitte de Fiesole (IXe siècle ou Xe siècle), ou Brigide, d'origine écossaise, moniale à Fiesole ; sainte chrétienne fêtée le 1er février[8].
- Boccace, romancier italien (° 1313 Paris - † 1375 Certaldo).
- Mino da Fiesole, sculpteur (° Fiesole 1429 - † Florence 1484).
- Giuliano da Maiano, architecte et sculpteur (° Fiesole 1432 - † Naples 1490).
- Pompeo Ferrucci, sculpteur (° Fiesole 1565 - † Rome 1637), l'un des représentants de la dynastie de sculpteurs Ferrucci del Tadda.
- Alexandre Dumas, écrivain (° Villers-Cotterêts - † Dieppe 1870).
- Arnold Böcklin, peintre suisse (° Bâle 1827 - † 1901 Fiesole).
- Willard Fiske, bibliothécaire et érudit américain (1831-1904).
- Guglielmo Pugi, sculpteur (1850-1915)
- Frank Lloyd Wright, architecte américain (° Richland Center 1867 - † Phoenix 1959).
- Georg Gronau, historien de l'art et directeur de musée allemand, qui a passé de nombreuses années à Fiesole où il a écrit plusieurs ouvrages et y est mort (° 1868 - † Fiesole 1938).
- Bernard Berenson, historien de l'art américain (° Vilnius 1865 - † Florence 1959).
- Marcel Proust, écrivain français (° Paris 1871 - † Paris 1922).
- Leo Stein, collectionneur et critique d'art américain (° Pittsburgh 1872 - † 1947 Florence)
- Gertrude Stein, poétesse américaine (° Allegheny West 1874 - † Neuilly-sur-Seine 1946).
- Paul Klee, peintre allemand (° Münchenbuchsee 1879 - † Locarno 1940).
- Hélène de Grèce, princesse de Grèce et de Danemark puis reine mère de Roumanie (° Athènes 1896 - † Lausanne 1982).
- Paul Ier de Grèce, roi des Hellènes et prince de Danemark (° Tatoï 1901 - † Athènes 1964).
- Elisabeth Mann-Borgese, écrivain allemande (° Munich 1918 - † Saint-Moritz 2002).
- Giorgio Albertazzi, acteur, scénariste et réalisateur de cinéma et de télévision
- Dacia Maraini, écrivaine, auteure de théâtre et poétesse, (° Fiesole 1936 - ).
- Suzanne Danco, cantatrice, musicienne, professeur à l'Accademia Chigiana de Sienne (° Bruxelles 1911 - † Fiesole 2000).

### Monuments
- Le duomo de Fiesole, la cathédrale San Romolo et son campanile crénelé,
- Le site archéologique étrusque et romain,
- Les Tombes étrusques de la via del Bargellino,
- Le musée Bandini proche,
- Le Château de Poggio,
- Le Château de Vincigliata,
- L'abbaye  Badia Fiesolana,
- Le couvent San Francesco,
- Le couvent San Domenico et les œuvres de Fra Angelico,
- De nombreuses villas dans les environs immédiats : La Villa Médicis, la Balze, Fonte Lucente, Villa Schifanoia, Villa Sparta,
- Les vestiges des fortifications étrusques : les Mura di Fiesole sur le site romain

## Tourisme
Fiesole est célèbre pour son panorama sur la ville de Florence  (symétrique de celui de San Miniato al Monte), depuis la promenade sous le couvent Saint-François, ou depuis la terrasse de la place principale, au centre-ville.

## Galerie

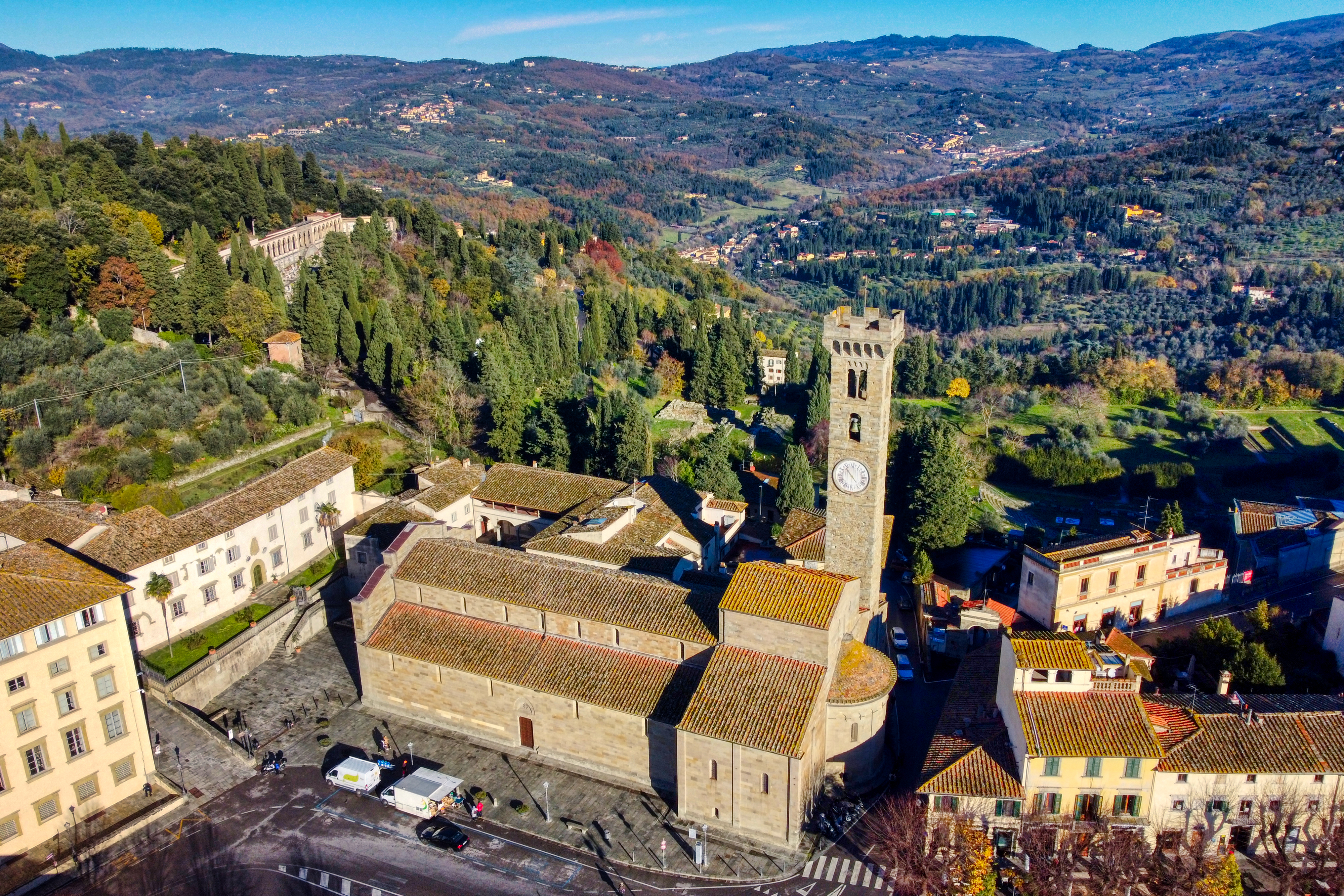
La cathédrale Saint-Romulus.
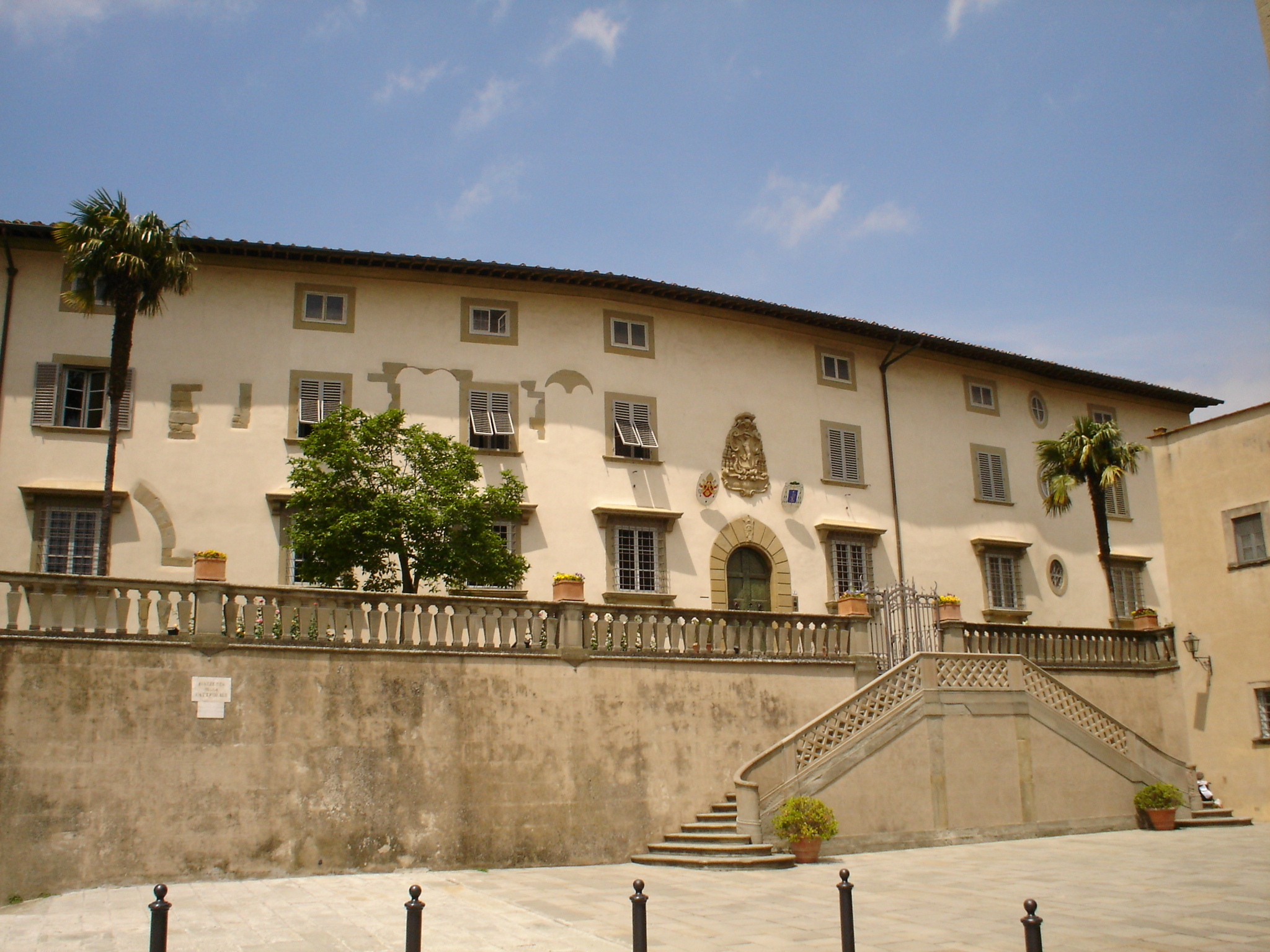
Le palazzo vescovile (le palais épiscopal).
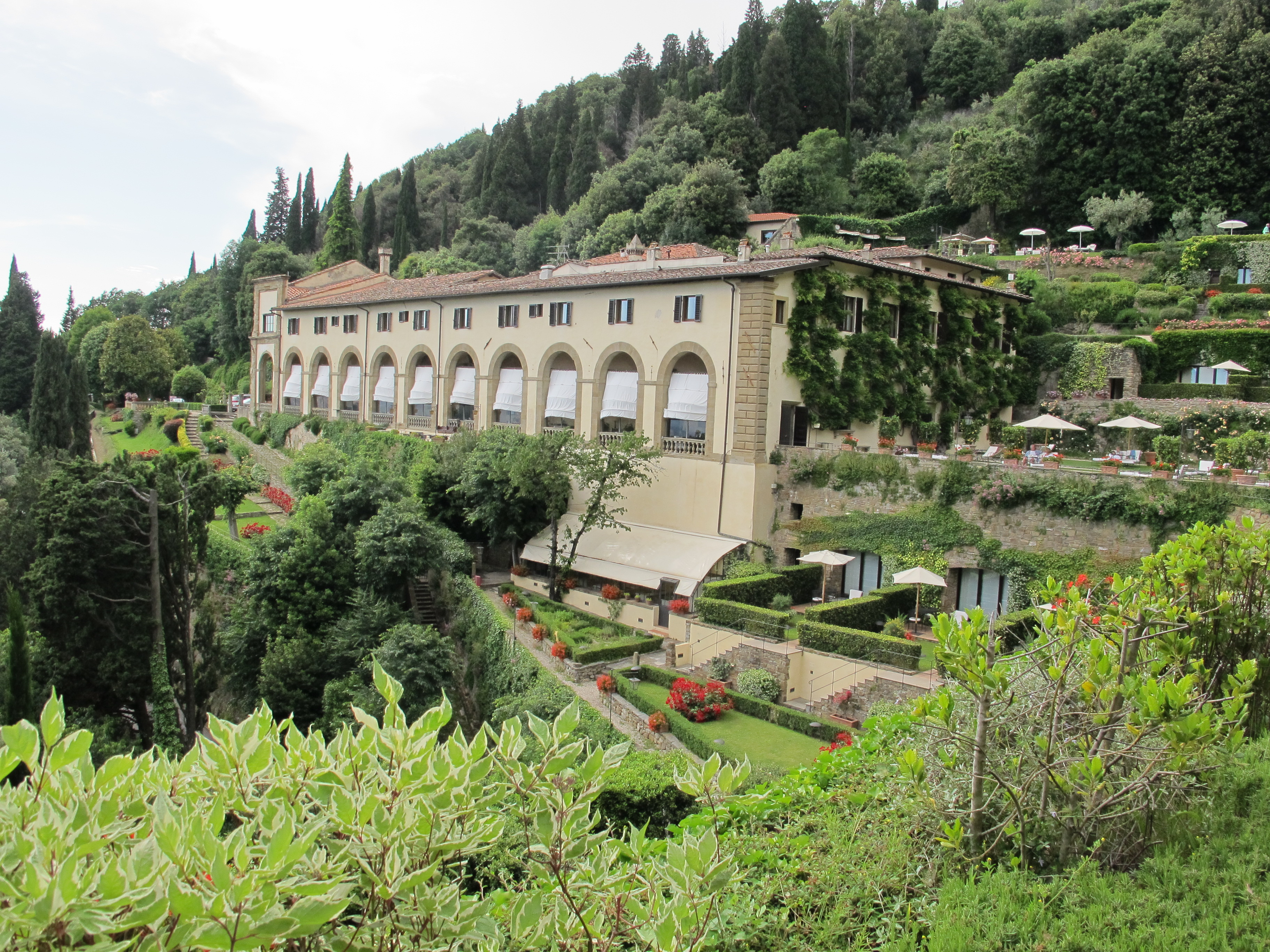
Villa San Michele.
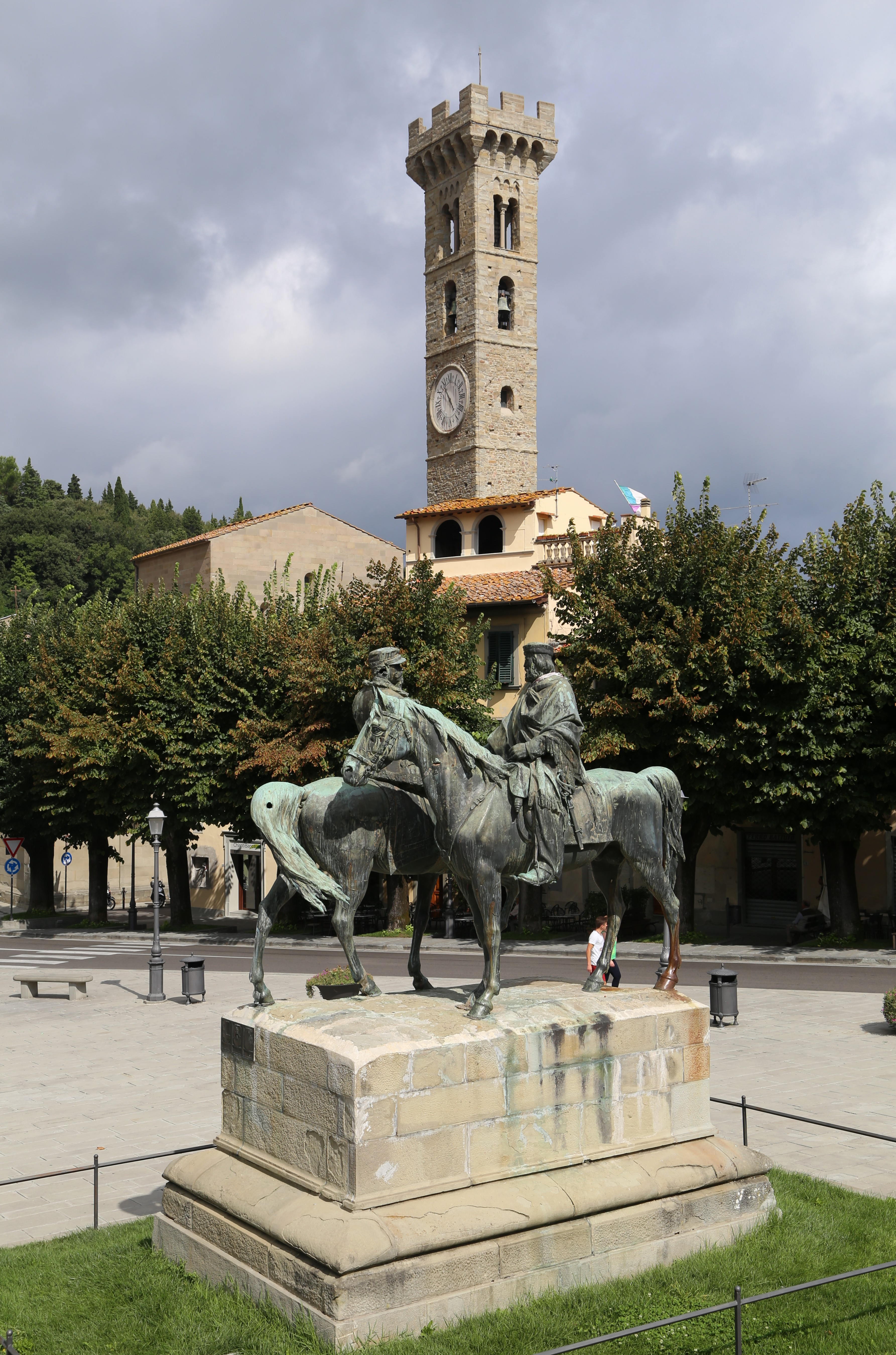
Piazza Mino.
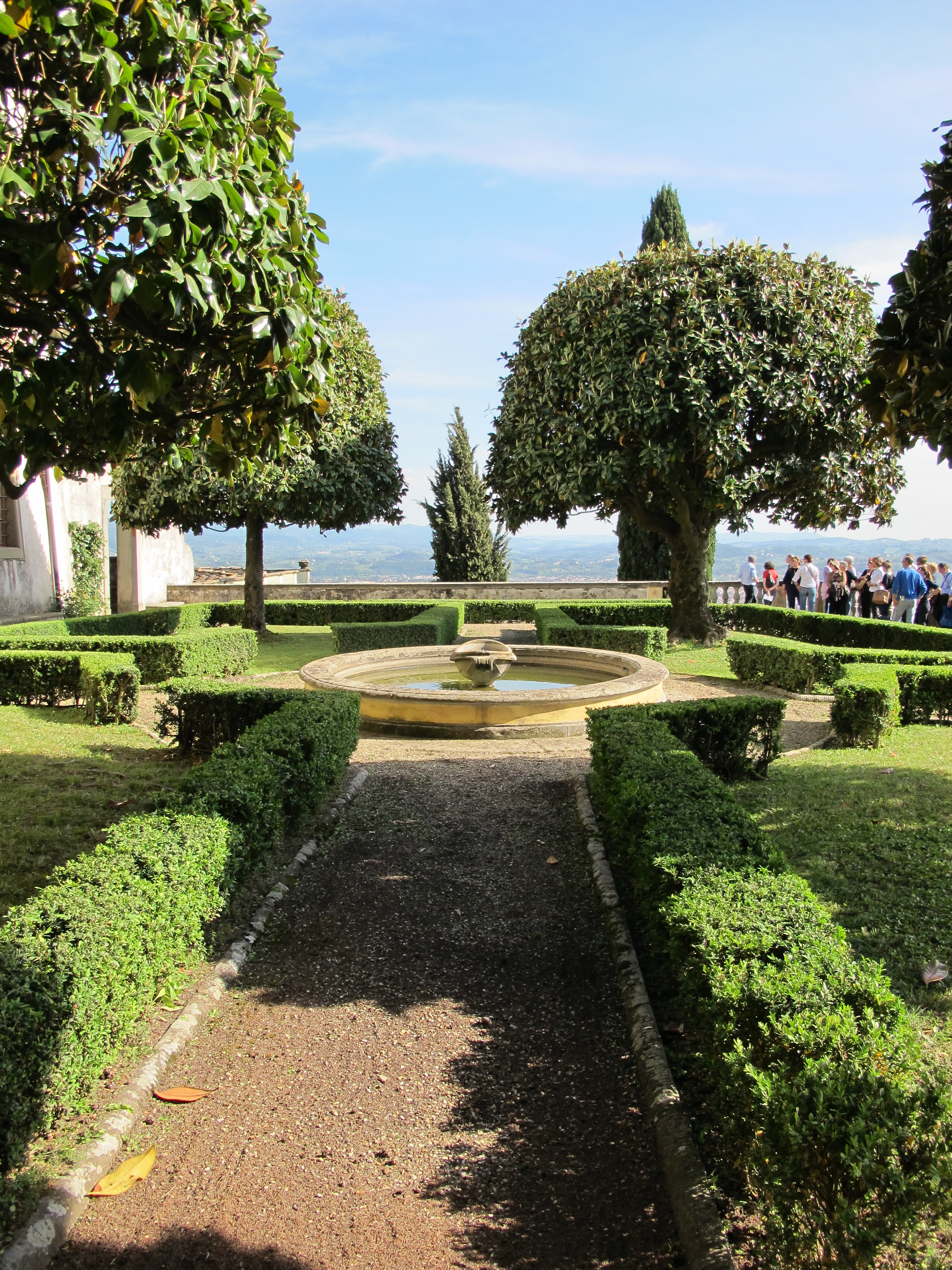
Villa Medici (Belcanto).
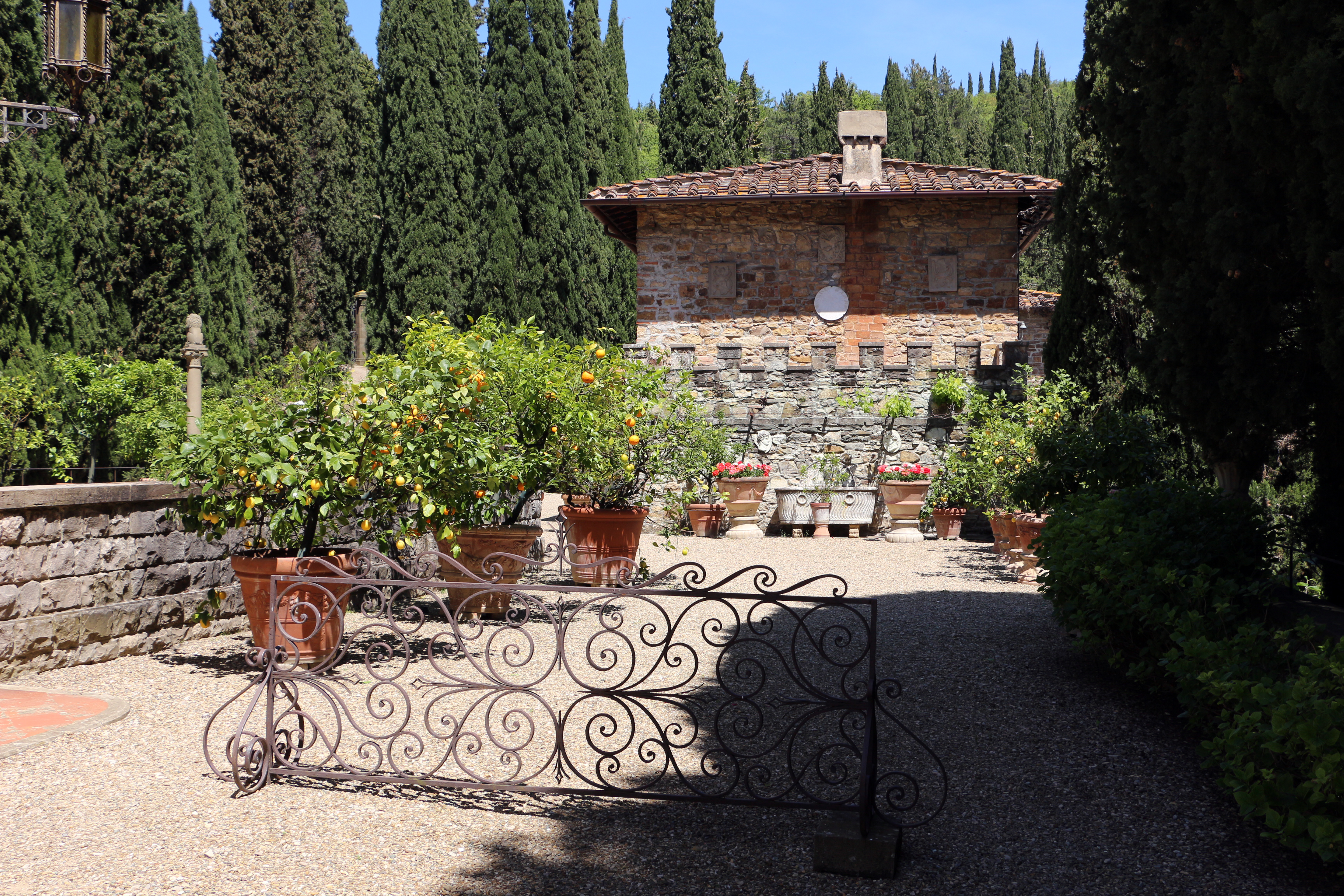
Villa Peyron.
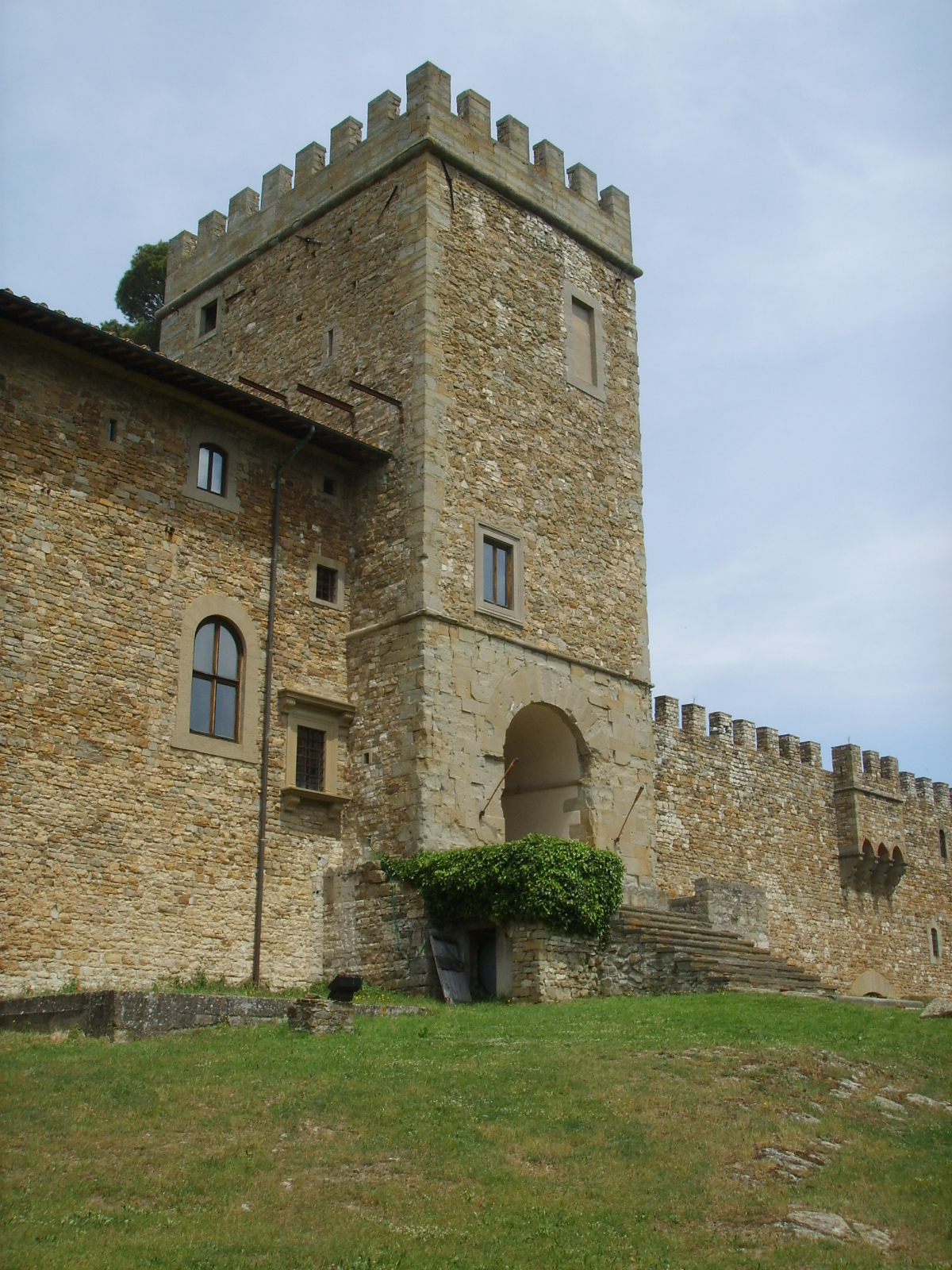
Castel di Poggio.
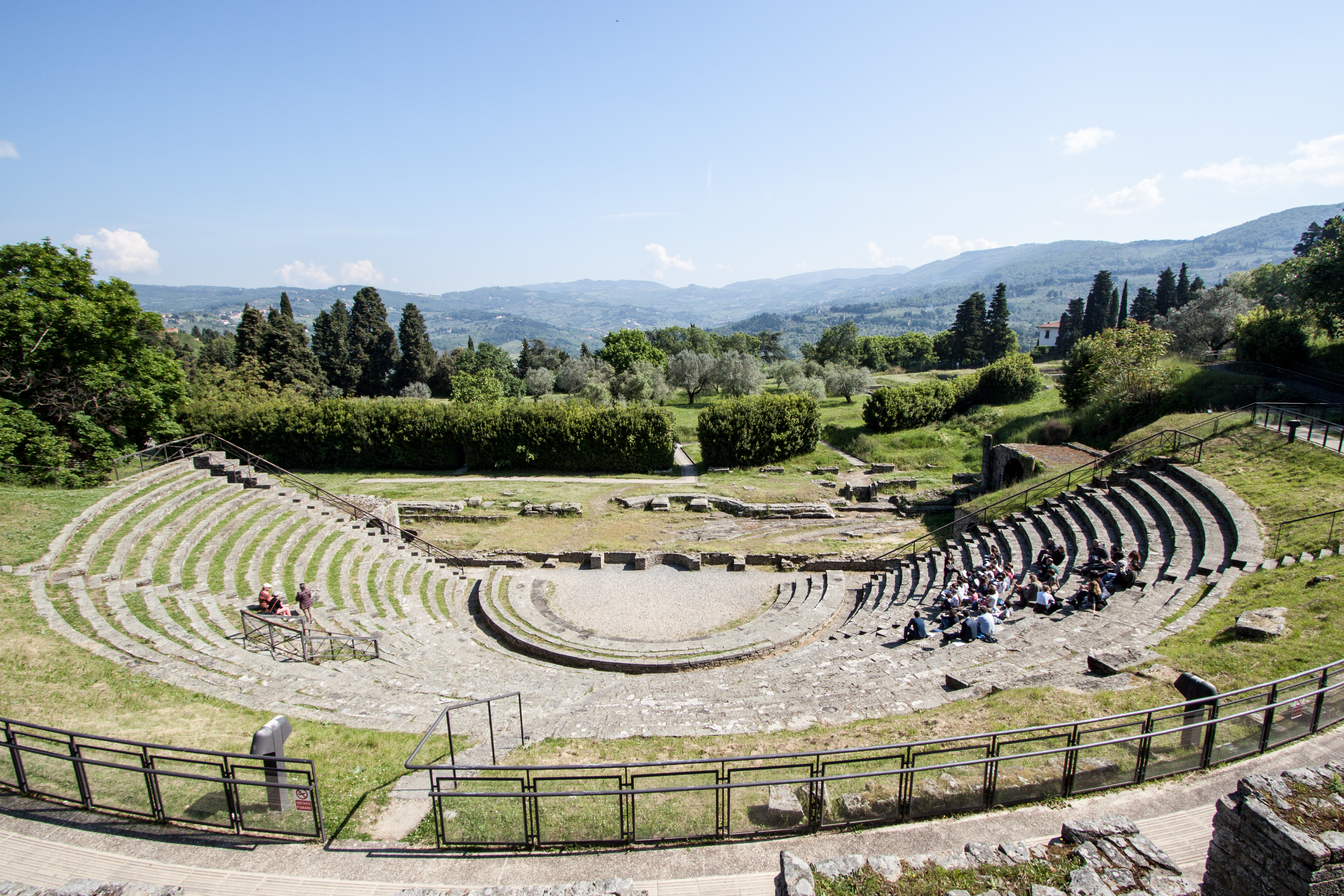
Le théâtre romain (le theatrum faesolanum).
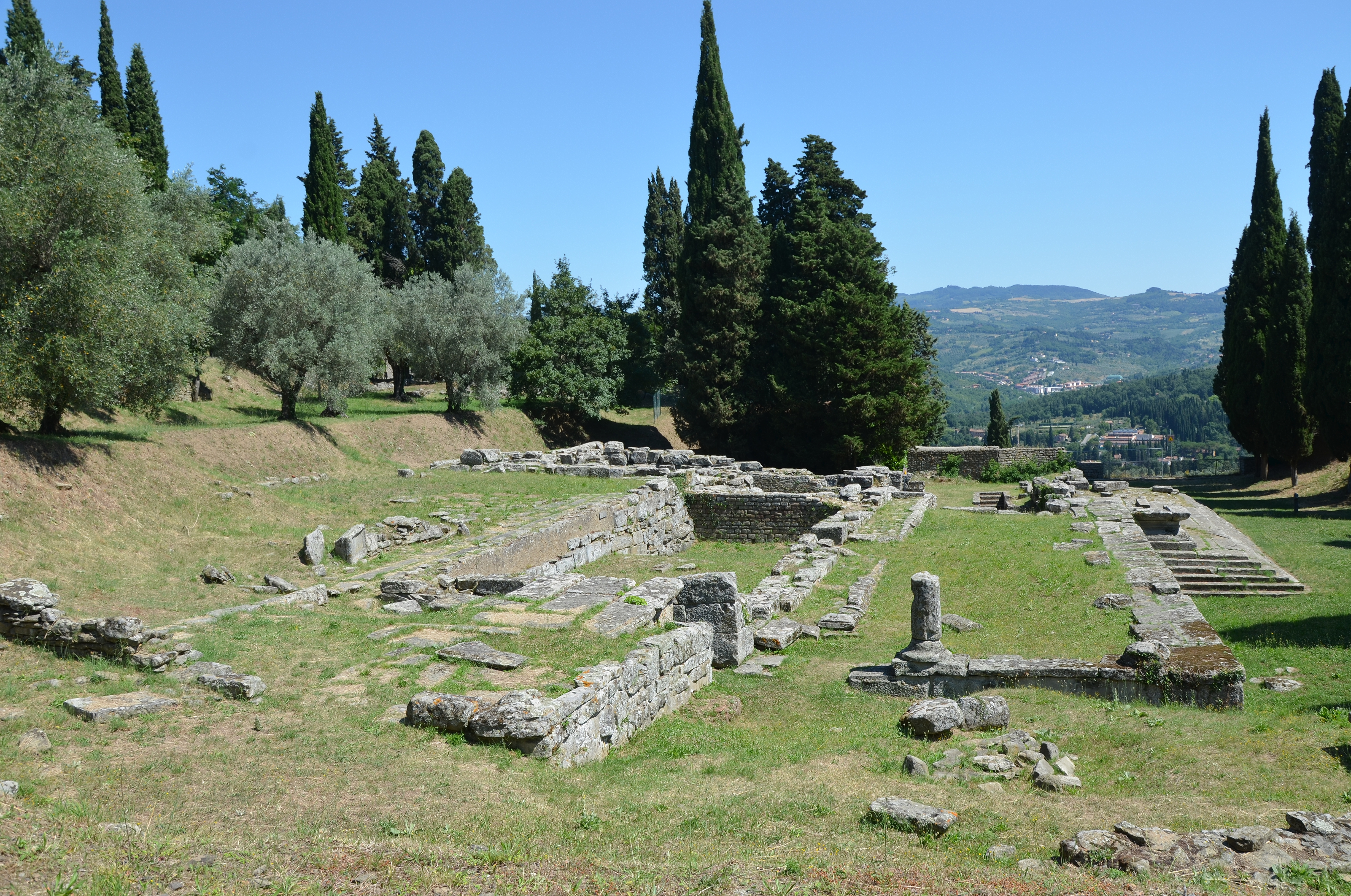
Excavations du temple étrusco-romain.
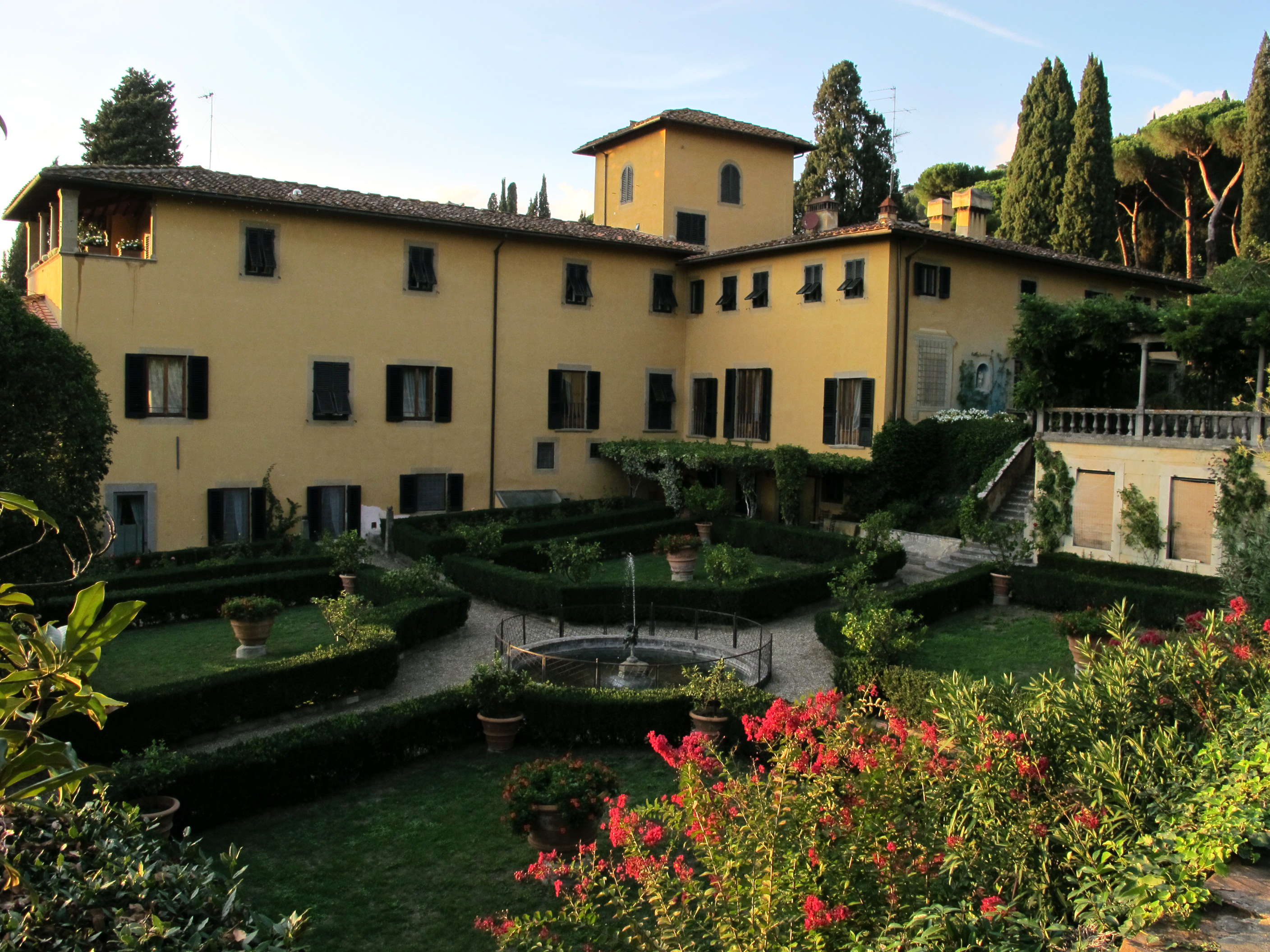
Villa Sparta, ancienne résidence de la famille royale de Grèce.
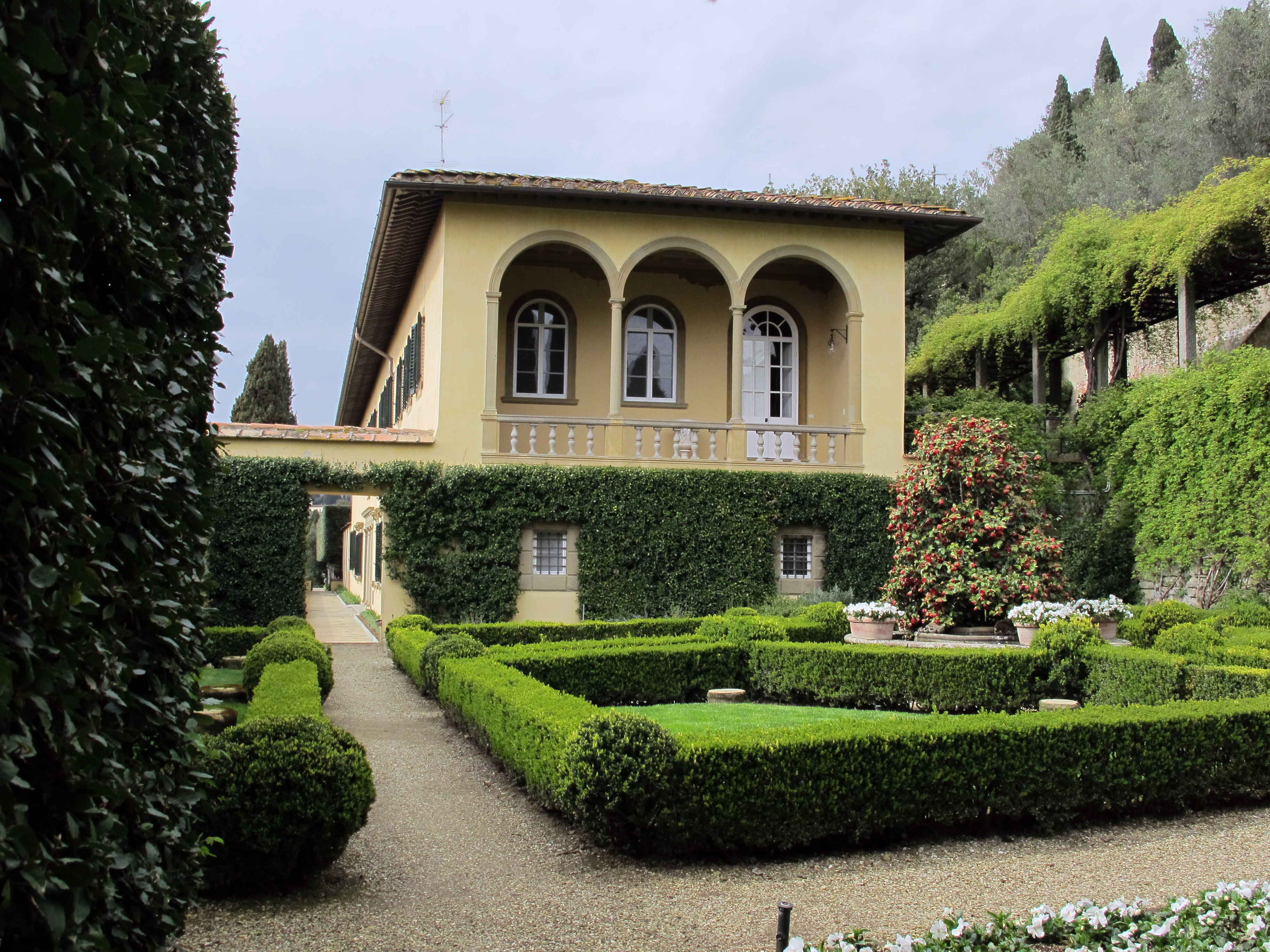
Villa Le Balze (université de Georgetown).
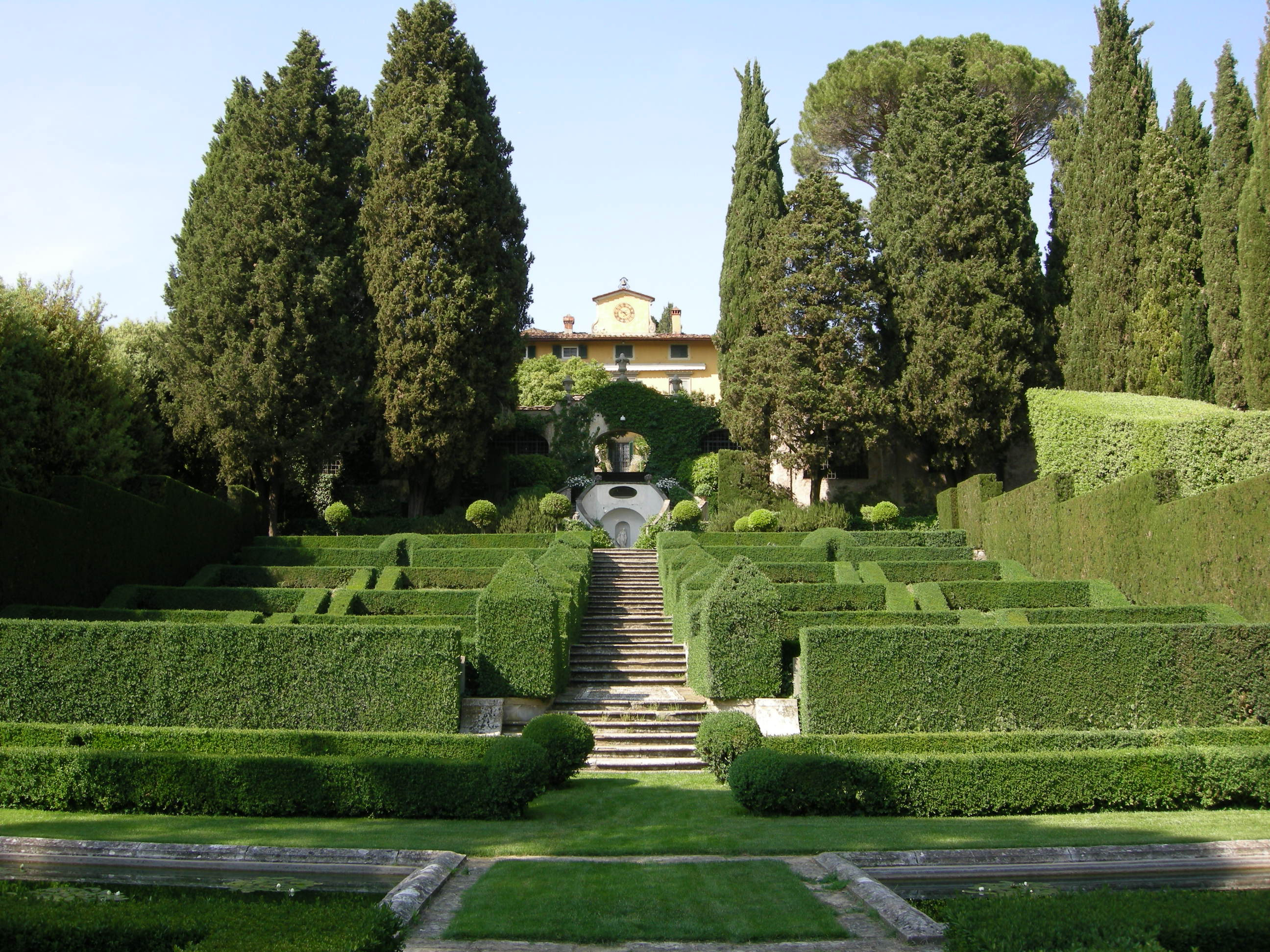
Villa I Tatti (université Harvard).